# NGC 378
NGC 378 este o galaxie spirală barată situată în constelația Sculptorul. A fost descoperită în 28 septembrie 1834 de către John Herschel.